# جشنة البمبات
جشنة البمبات (الاسم العلمي: Anthus chacoensis) (بالإنجليزية: Pampas Pipit)‏ هو طائر صغير من الجواثم ينتمي لفصيلة التمرة وأم عجلان. توجد في الأرجنتين والباراغواي. مواطنها الطبيعية في الأراضي العشبية الشبه مدارية أو المدارية العالية.